# R-27 (ミサイル)
R-27/Р-27
R-27R 空対空ミサイル
- 用途：対空迎撃
- 分類：空対空ミサイル
- 設計者：ヴィーンペル設計局
- 製造者：KTRV（ロシア語版）
- 運用者

  -  ソビエト連邦（ソ連空軍）
  -  ロシア（ロシア空軍）他
- 運用開始：1983年
- ユニットコスト
75,000 USドル（R-27R）[1]
95,000 USドル（R-27RE）[1]

R-27（ロシア語：Р-27エール・ドヴァーッツァチ・スィェーミ）は、ソ連の機械設計局 ヴィーンペルで開発された中距離空対空ミサイルである。北大西洋条約機構（NATO）の用いたNATOコードネームではAA-10 アラモ（Alamo）と呼ばれた。

## 概要
R-23の代替ミサイルとして、アメリカ合衆国のAIM-7F スパローに対抗するために開発された。当初はMiG-23MLでの実用化が望まれたが、計画は大幅に遅れ、かわりにR-23の改良型のR-24が開発された。R-24は、1981年に実用化された。
これに続き、R-27は1980年代中期に就役を始め、主にソ連の第4世代戦闘機にあたるMiG-29やMiG-31、Su-27に装備された。MiG-23MLDなどにも搭載されたという情報もあるが、現在では誤報であると考えられている。
ソビエト連邦の崩壊後、独立したロシア連邦では各種軍用機にR-27の運用能力を持たせる近代化改修案を提示しており、その結果改修を受けたMiG-21、MiG-23、MiG-25のような戦闘機でも運用が可能となっている。いくつかのバリエーションがあり、R-27RはアメリカのAIM-7M スパローに匹敵する性能を有すると考えられている。

## 戦歴
エチオピア・エリトリア国境紛争において両軍の戦闘機（MiG-29とSu-27）による空中戦が発生し、双方がR-27を発射したが命中しなかったとされる。

## 派生型
R-27R1
セミアクティブ・レーダー誘導型。
R-27ER1
R-27R1の距離強化型。
R-27EM
海軍向け。セミアクティブ・レーダー誘導シーカーが改良されており、海上3mを飛行する航空機と交戦できる。
R-27T1
赤外線誘導型。
R-27ET1
R-27T1の距離強化型。
R-27AE
アクティブ・レーダー誘導型。
R-27P1
パッシブ・レーダー誘導型。AWACS、レーダーサイト、イージス艦などへの攻撃用。
R-27EP1
R-27P1の射程強化型。

## 採用国
- アルメニア - 2024年時点で、アルメニア空軍がR-27Rを保有[2]。
- アルジェリア
- バングラデシュ
- ベラルーシ
- ブルガリア - 2024年時点で、ブルガリア空軍がR-27Rを保有[3]。
- 中華人民共和国
- キューバ
- エチオピア
- ハンガリー
- インド - 2024年時点で、インド空軍が保有[4]。
- インドネシア
- イラン
- カザフスタン - 2023年時点で、カザフスタン防空軍がR-27T、R-27R、R-27ERを保有[5]。
- マレーシア
- 北朝鮮
- ペルー
- ポーランド
- ロシア
- セルビア
- スロバキア
- シリア
- ウクライナ
- ウズベキスタン - 2023年時点で、ウズベキスタン空軍および防空軍がセミアクティブレーダー誘導型と赤外線誘導型を保有[6]。
- ベネズエラ
- ベトナム

### 退役国
- チェコ
- 東ドイツ（後継国家へ引継ぎ）
- ドイツ

- イラク
- ルーマニア
- ユーゴスラビア/ ユーゴスラビア（後継国家へ引継ぎ）

## 仕様

### R-27R1

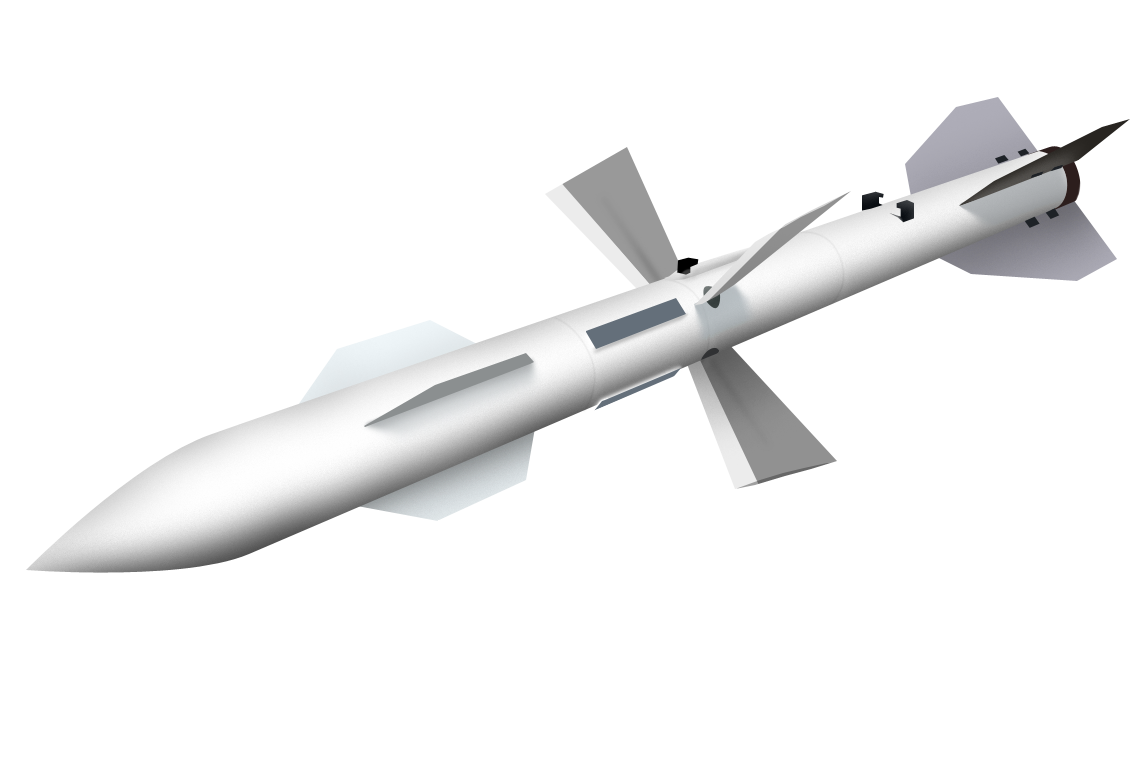
R-27R

出典：en:Vympel R-27
- 全長：4.08m
- 翼幅：0.772m
- 直径：230mm
- 発射重量：253kg
- 機関：高性能指向ロケット・モーター
- 射程：50km
- 速度：M4
- 弾頭：爆風破砕弾頭またはコンティニュアス・ロッド（39kg）
- 誘導方式：セミアクティブ・レーダー誘導
- 信管：レーダー近接信管/接触信管

### R-27ER1
出典：Missile.index
- 全長：4.70m
- 直径：26cm
- 翼幅：80cm
- 発射重量：350kg
- 射程：75km
- 速度：M4

### R-27T1

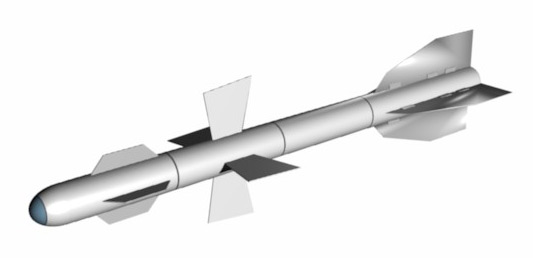
R-27T

出典：Missile.index
- 全長：3.70m
- 直径：23cm
- 翼幅：77cm
- 発射重量：254kg
- 射程：40km
- 速度：M4
- 目標探索装置：9B-1101K

### R-27ET1
出典：Missile.index
- 全長：4.50m
- 直径：26cm
- 翼幅：80cm
- 発射重量：343kg
- 射程：70km
- 速度：M4

### R-27AE
出典：Missile.index
- 全長：4.78m
- 直径：26cm
- 翼幅：80cm
- 発射重量：350kg
- 射程：80km
- 速度：M4
- 目標探索装置：9B-1103M

### R-27EM
出典：Missile.index
- 全長：4.78m
- 直径：26cm
- 翼幅：80cm
- 発射重量：350kg
- 射程：110km
- 速度：M4